# ウィーンフィル・ニューイヤーコンサート2018

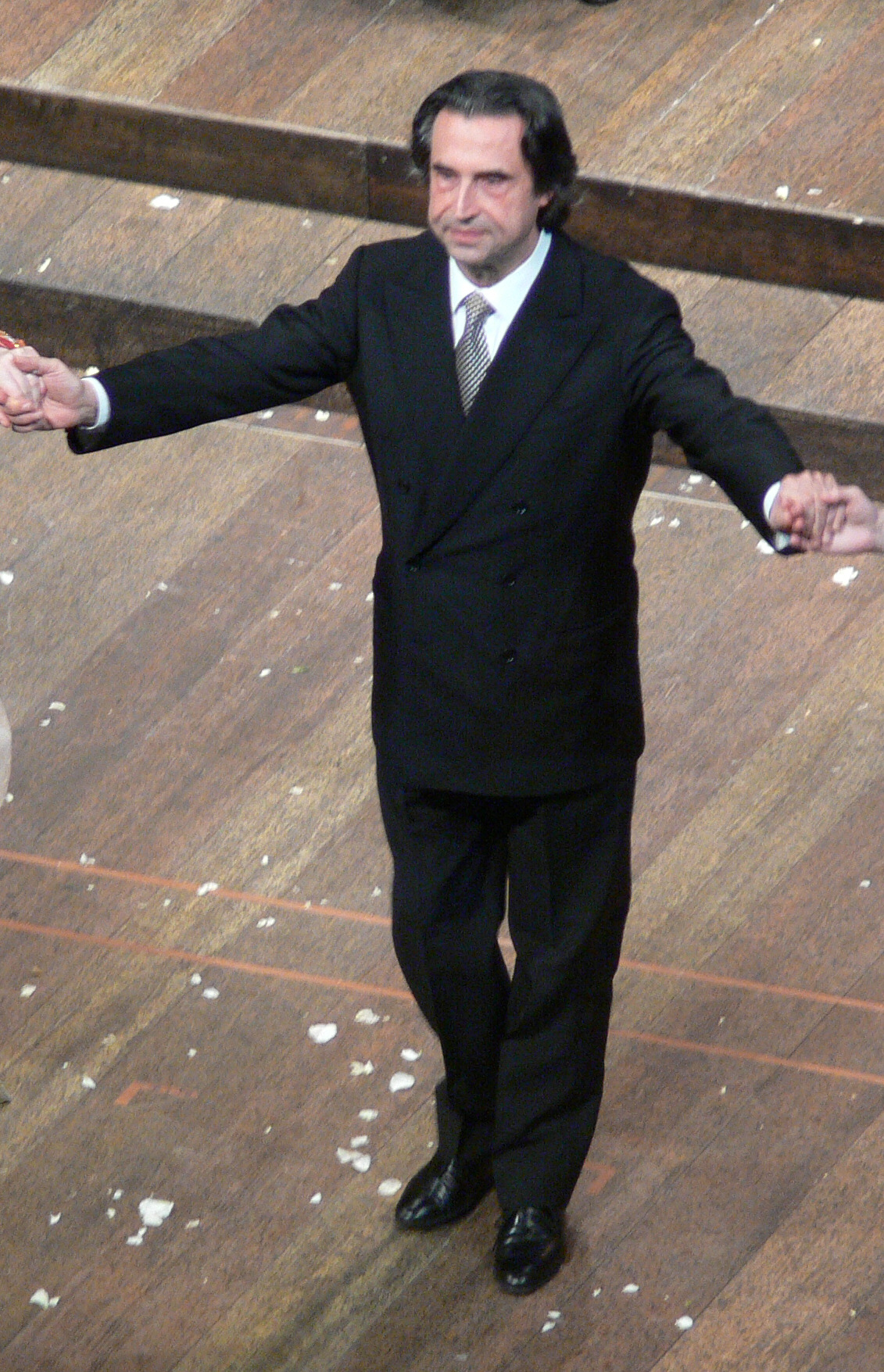
リッカルド・ムーティ

ウィーンフィル・ニューイヤーコンサート2018（ドイツ語: Neujahrskonzert der Wiener Philharmoniker 2018）は、ウィーン・フィルハーモニー管弦楽団による2018年のニューイヤーコンサート。指揮者はリッカルド・ムーティが務めた（5回目の登場）。

## 演奏曲目

### 第一部
- オペレッタ《ジプシー男爵》から〈入場行進曲〉（ヨハン・シュトラウス2世）
- ワルツ〈ウィーンのフレスコ画〉op.249（ヨーゼフ・シュトラウス）
- ポルカ〈花嫁さがし〉（ヨハン・シュトラウス2世）op.417
- ポルカ・シュネル〈心うきうき〉（ヨハン・シュトラウス2世）op.319
- 〈マリアのワルツ〉（ヨハン・シュトラウス1世）op.212
- 〈ヴィルヘルム・テル・ギャロップ〉（ヨハン・シュトラウス1世）op.29b

### 第二部

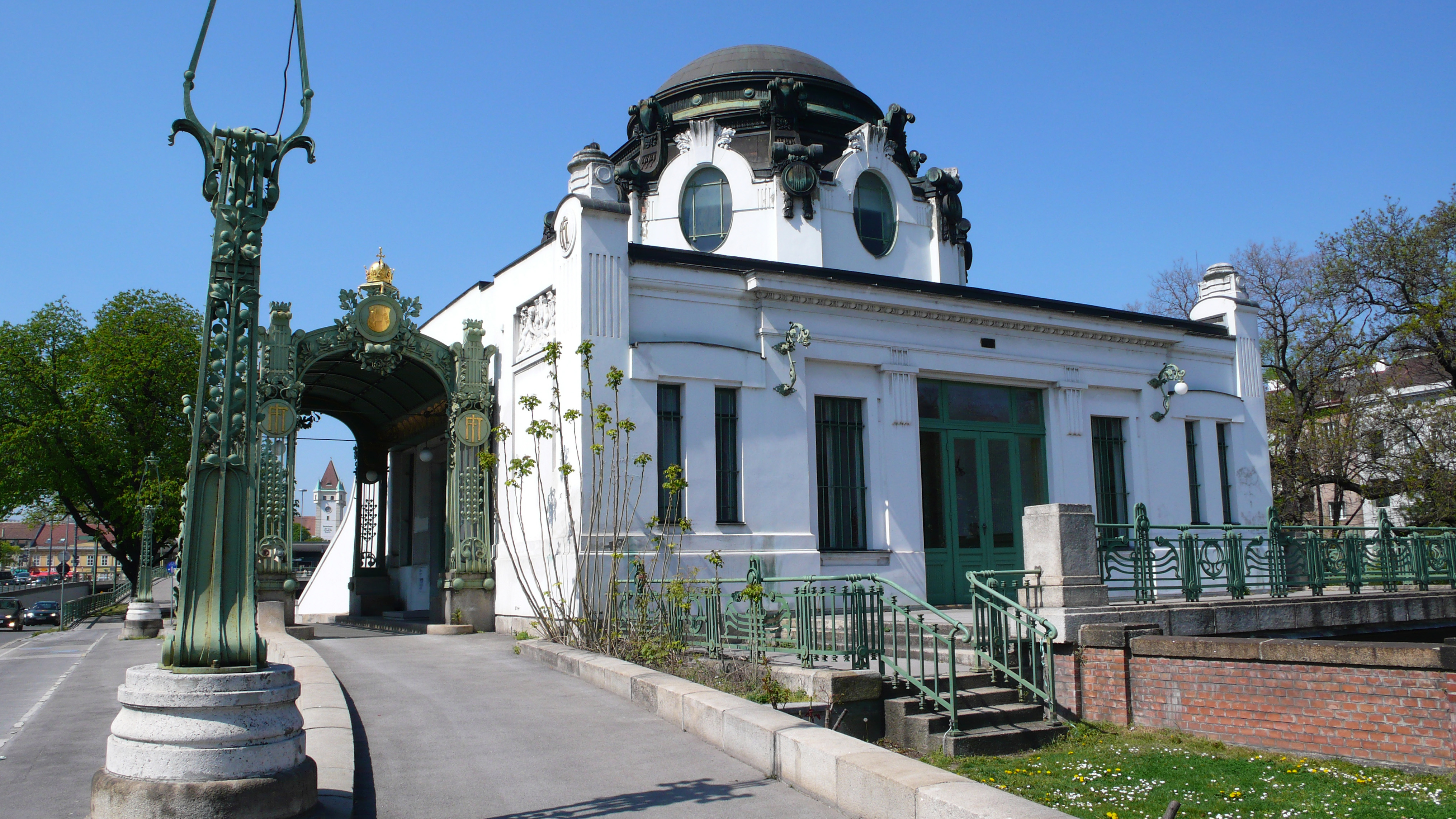
〈ステファニー・ガヴォット〉のバレエの舞台、ヒーツィングの宮廷パビリオン。2018年は建築家オットー・ワーグナーの没後100年

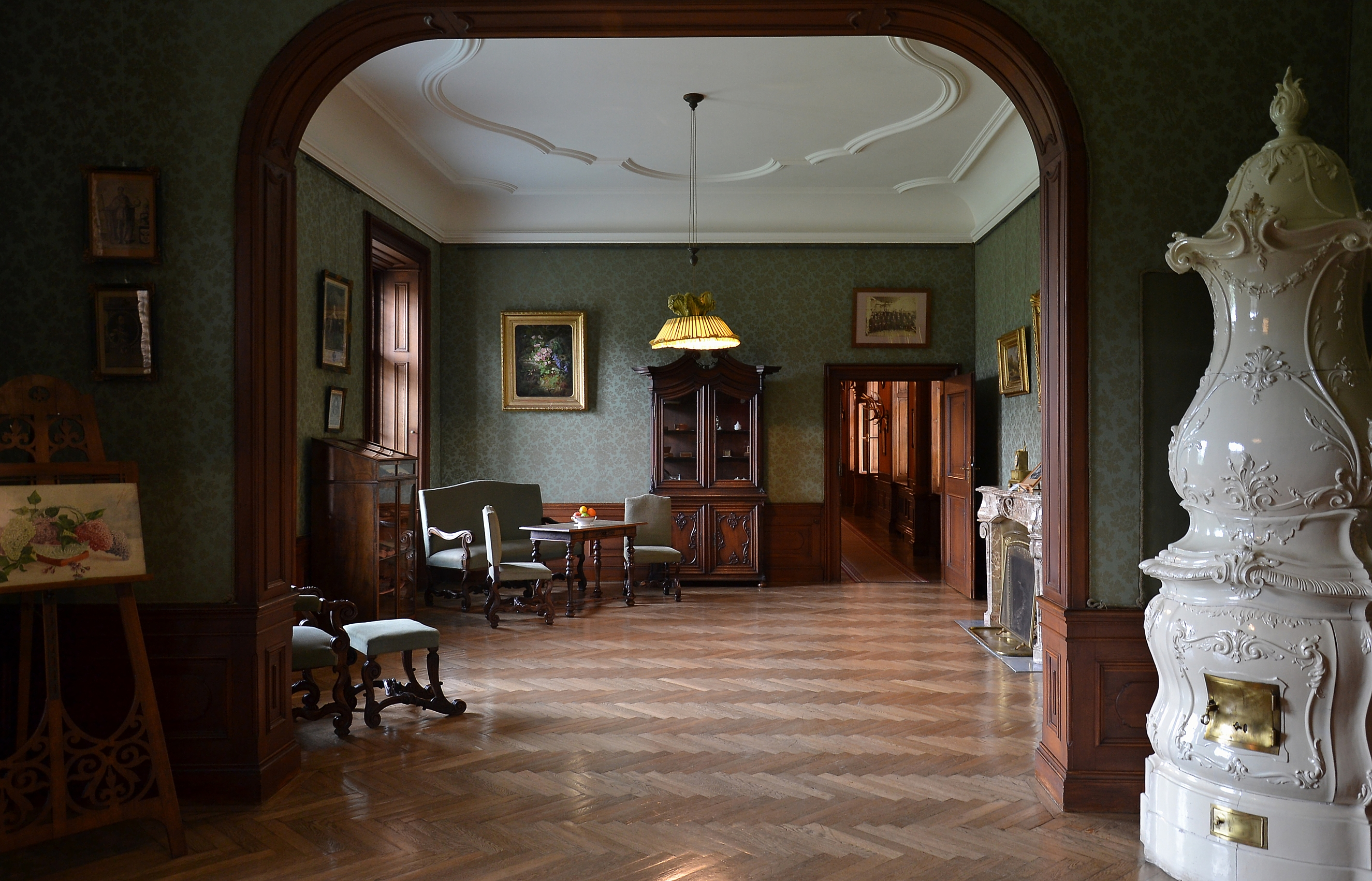
ワルツ〈南国のばら〉のバレエの舞台、エッカルトザウ宮殿

- オペレッタ《ボッカチオ》序曲（フランツ・フォン・スッペ）
- ワルツ〈ミルテの花〉（ヨハン・シュトラウス2世）op.395
- 〈ステファニー・ガヴォット〉（アルフォンス・ツィブルカ）op.312
- ポルカ・シュネル〈百発百中〉（ヨハン・シュトラウス2世）op.326
- ワルツ〈ウィーンの森の物語〉（ヨハン・シュトラウス2世）op.325
- 〈祝典行進曲〉（ヨハン・シュトラウス2世）op.452
- ポルカ・マズルカ〈町と田舎〉（ヨハン・シュトラウス2世）op.322
- カドリーユ〈仮面舞踏会〉（ヨハン・シュトラウス2世）op.272
- ワルツ〈南国のばら〉（ヨハン・シュトラウス2世）op.388
- ポルカ・シュネル〈投書欄〉（ヨーゼフ・シュトラウス）op.240

### アンコール
- ポルカ・シュネル〈雷鳴と稲妻〉（ヨハン・シュトラウス2世）op.324
- ワルツ〈美しく青きドナウ〉（ヨハン・シュトラウス2世）op.314
- 〈ラデツキー行進曲〉（ヨハン・シュトラウス1世）op.228

## チケット
立ち見は35ユーロ(日本円で約4700円)~最上位席は1090ユーロ(約14万7千円)で、ウィーンフィル公式サイトから応募する。900席に対し応募が30万以上から抽選される。第一部と第二部の間に25分の休憩がある。